# Messapische Keramik

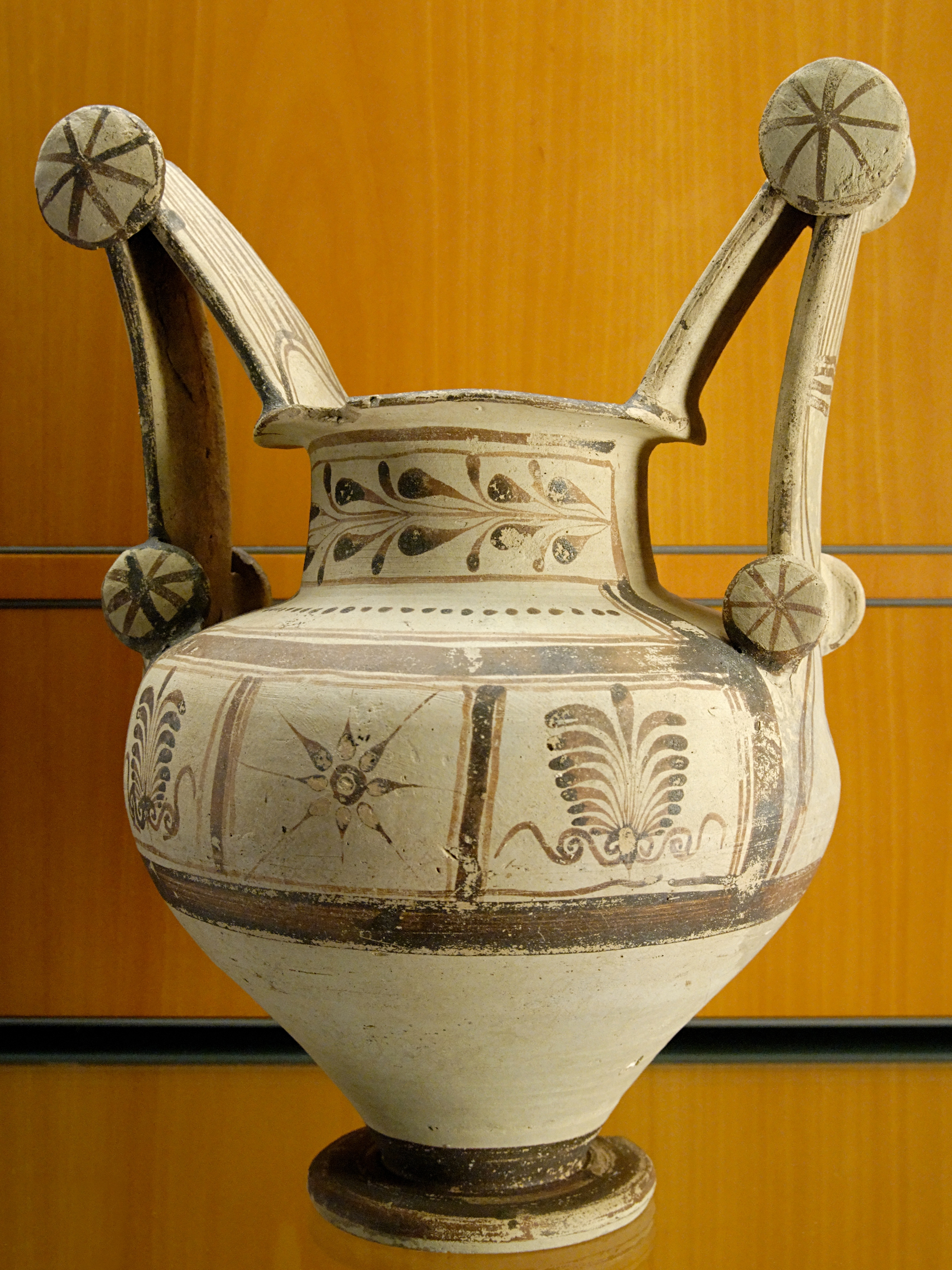
Trozella, 4. Jahrhundert v. Chr.

Die Messapische Keramik ist eine Keramikgattung, die von der Mitte des 7. Jahrhunderts bis ins 3. Jahrhundert v. Chr. auf der italienischen Halbinsel Salento (in der Antike auch Messapia genannt) in Apulien von den Messapiern produziert wurde.
Messapische Vasen wurden zunächst vor allem mit geometrischen Mustern wie Kreisen, Quadraten, Rauten, waagerechten Strichmustern, Swastiken und ähnlichen Motiven verziert. Später kam durch griechischen Einfluss auch der Mäander hinzu. Als Bildträger wurden vor allem Olla, Kanne und Trozella genutzt. Etwa seit dem Beginn des 5. Jahrhunderts kam wiederum unter griechischen Einfluss, durch Importe attischer Keramik, auch die figürliche Verzierung hinzu. Außerdem wurden Elemente wie Efeuranken und andere Blattmotive ins Repertoire aufgenommen. Waren bis dahin nur Teile der Vasen verziert worden, wurde nun die ganze Fläche der Vasen genutzt. Im 4. Jahrhundert kehrten die Künstler wieder zur geometrischen Verzierung zurück, die jedoch mittlerweile nahezu völlig unter griechischem Einfluss stand. Aus der attischen und unteritalischen Vasenmalerei wurden vor allem florale Ornamente übernommen. Besonders die Gnathiakeramik war hier einflussreich. Auch neue Vasenformen wie Kalathos, Pyxis, Krater und Stamnos wurden beliebt, doch blieb die Trozella bis zum Ende der Messapischen Vasen im ersten Drittel des 3. Jahrhunderts v. Chr. die keramische Leitform.